# MJ Lee
Min Jung "MJ" Lee (Seoul, 1987) is een Amerikaanse politiek correspondent voor CNN. Eerder werkte zij voor Politico.

## Afstamming en opleiding
Lee werd geboren in Seoul (Zuid-Korea) en groeide op in Hong Kong, waar zij en haar broer de Hong Kong International School (een school in  Amerikaanse stijl) bezochten. In haar eerste jaar van de high school, verhuisde zij naar de Verenigde Staten, waar ze een kostschool bezocht. Ze keerde niet meer terug naar Zuid-Korea. In 2009 behaalde ze aan de Georgetown University een graad in overheidsbestuur en Chinees. Tijdens haar studie liep zij stage bij The Washington Post en South China Morning Post. Lee kreeg een journalistieke post aangeboden, maar werd vervolgens geweigerd omdat zij op een visum in de Verenigde Staten verbleef.

## Carrière
Maanden na haar afstuderen begon zij bij Politico als producent te werken. Bij Politico was zij vanaf 2012 financieel verslaggever na een jaar op de breaking news-redactie. In 2014 begon ze bij CNN. Sindsdien deed zij in 2016 verslag van de Amerikaanse presidentsverkiezingen (van zowel de Trump en de Clinton campagnes, als van hoe de MeToo-beweging het reilen en zeilen van Capitol Hill veranderde).
Lee deed verslag van de beschuldigingen tegen de uitgestoten senator Al Franken (D-MN), voormalig Witte Huis (Washington)-stafmedewerker Rob Porter en voormalig medewerker Blake Farenthold (R-TX), die allen aftraden wegens beschuldigingen van seksueel wangedrag.
Ook deed zij verslag van pogingen van Republikeinen om de Affordable Care Act ingetrokken te krijgen. In 2020 deed Lee wederom verslag van de Amerikaanse presidentsverkiezingen, eerst gericht op de campagne van Elizabeth Warren en vervolgens die van voormalig vicepresident Joe Biden.

## Privé
Lee werd op 17 september 2016 Amerikaans ingezetene op Ellis Island, gelijktijdig met haar verslaglegging van de campagnes voor de Amerikaanse presidentverkiezing.
Ze is gehuwd met collega-journalist Alex Burns.